# Соловецкая монастырская тюрьма
Солове́цкая тюрьма́ — политическая и церковная тюрьма, которая существовала с XVI до начала XX века в Соловецком монастыре. Из-за удалённости и труднодоступности Соловков светские и духовные власти считали монастырь особенно надёжным местом заключения. Официально закрыта в 1903 году.

## Постройки
Посадить его в Головленковскую тюрьму вечно и пребывати ему в некоей келии молчательной во все дни живота и никого к нему не допускать, ниже его не выпускать никуда же, но точно затворену и зоточену быть, в молчании каяться о прелести живота своего и питаему быть хлебом слезным.
Камеры в монастырских башнях и стенах Соловецкого монастыря имели форму усечённого конуса длиной около 3 м, шириной и высотой по 2 м, в узком конце — 1 м. В верхних этажах Головленковской башни Соловецкого монастыря камеры были ещё теснее: 1,4 м в длину, 1 м в ширину и высоту. Маленькое оконце служило не для освещения, а только для подачи пищи. В камере нельзя было лежать, узник спал в полусогнутом состоянии.
В Корожной башне Соловецкого монастыря тюремные кельи были устроены на каждом этаже. Это были маленькие и тёмные каморки с небольшими отверстиями вместо двери, через которые узник с трудом мог пролезть внутрь.
Часть узников содержали в «земельной тюрьме». Это была сеть ям глубиной в два метра. По краям они были обложены кирпичом, крышей был дощатый настил, засыпанный землей. В настиле прорубалось отверстие, через которое узнику подавали пищу; оно же служило для вентиляции. В таких ямах узникам досаждали крысы. Известен случай, когда некий караульный подал заключенному «вору и бунтовщику Ивашке Салтыкову» палку для защиты от крыс, за что был бит плетьми. Взойдя на престол в 1742 году, императрица Елизавета Петровна приказала более не применять и засыпать эти «земляные тюрьмы» в монастыре, но это было сделано значительно позже. 
Узникам давали лишь хлеб и воду; только тем, чья вина считалась легкой, разрешались дополнительно щи и квас, при этом правилами оговаривалось: «рыбы не давать никогда» (не говоря уже о мясе). Лишь во времена Екатерины II заключенным стал полагаться продовольственный паек монаха. 
Тюрьма Соловецкого монастыря постоянно расширялась. В 1798 году под тюрьму было приспособлено выстроенное ранее здание. В 1826 году после восстания декабристов в монастыре стали строить новое тюремное здание (однако в итоге декабристов отправили на каторгу в Сибирь, а не в Соловецкий монастырь). Строительство было завершено в 1830 году, в новой тюрьме было 27 камер.
В 1842 году построили особые казармы для тюремной охраны и специальное трёхэтажное здание для узников. В новой тюрьме в полуподземном нижнем этаже были небольшие чуланы без лавок и окон, куда помещали особо важных преступников.

## Известные узники

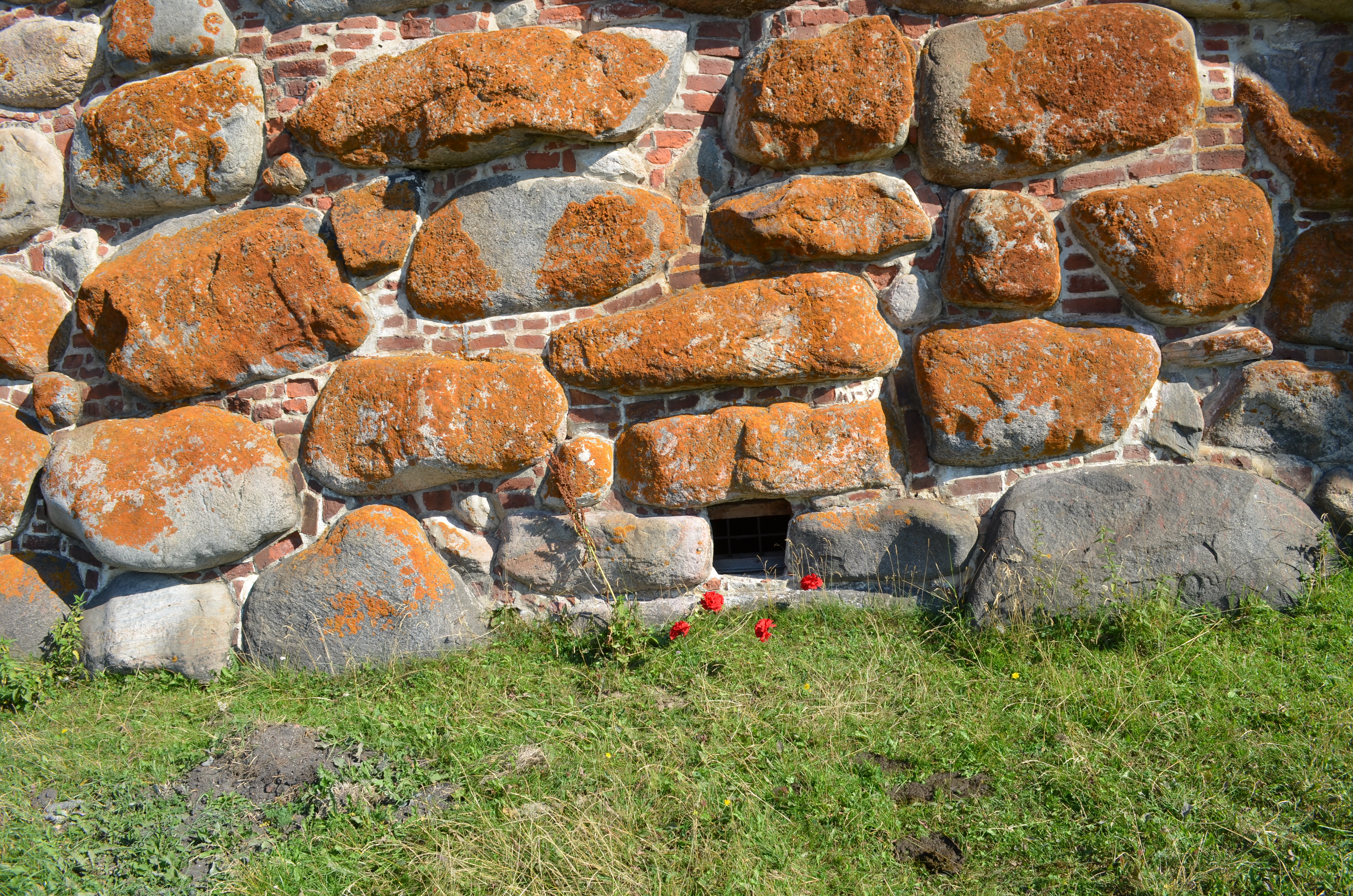
Окно камеры в крепостной стене

По разным подсчётам, со времён Ивана Грозного до 1883 года через тюрьму Соловецкого монастыря прошли от 500 до 550 узников.
Одним из первых соловецких узников был сторонник нестяжательного движения Сильван, умерший в монастыре в конце 20-х годов XVI столетия. В середине XVI века на Соловки был сослан бывший игумен Троице-Сергиева монастыря нестяжатель Артемий.
В 1554 году в Соловецкую тюрьму были брошены участники реформационного движения, возглавлявшегося Матвеем Башкиным. Церковный собор 1554 года приговорил Башкина и его соучастников к заточению в «молчательные кельи» с «великой крепостью».
В начале XVII века в обители провёл шесть лет крещёный татарский царевич, слуга Ивана Грозного, а одно время даже его соправитель, князь Симеон Бекбулатович.
Некоторое время в качестве заключённого здесь находился автор известного «Сказания» о событиях Смутного времени Авраамий (Палицын). Прощённый, он с почётом был захоронен у собора Преображения Господня.
Во второй половине XVII века за несогласие с никоновскими реформами сюда были сосланы управляющий печатным двором князь Михаил Львов и бывший царский любимец архимандрит Саввино-Сторожевского монастыря Никанор, принявшие впоследствии активное участие в соловецком восстании.
В 1691 году в соловецкую земляную тюрьму был заключен самозванец Ивашка Салтыков.
В XVIII веке в обитель стали поступать заключённые по решению Синода и Тайной канцелярии: с 1701 года в Головленковой башне монастыря содержались единомышленники Григория Талицкого — бывший епископ Тамбовский Игнатий (Шангин), поп Иванов и другие; в 1721 году в Соловецкую земляную тюрьму был заключён Федот Костромин, обвинённый в произнесении «непристойных слов» против царя Петра I (он умер в тюрьме); из числа петровских сподвижников здесь закончил свою жизнь первый граф Толстой, девять лет ссылки здесь провёл член Верховного тайного совета князь Василий Долгорукий.
В 1752 году за «важную вину» против царской власти в Соловецкую тюрьму был сослан навечно крестьянин Василий Щербаков.
В Соловецкой тюрьме закончил свою жизнь самозванец Тимофей Курдинов, называвший себя принцем Иоанном и пытавшийся вызвать народное возмущение.
В 1744 году в Соловецкую тюрьму попал Афанасий Белокопытов, обвинённый в «непокорстве» православной церкви.
В 1786 году среди узников Соловецкой тюрьмы были принявшие православие еврей Павел Фёдоров и перс Александр Михайлов. Опасаясь, как бы новообращённые не вернулись к вере своих отцов, Священный синод распорядился заключить их до самой смерти в монастырскую тюрьму.

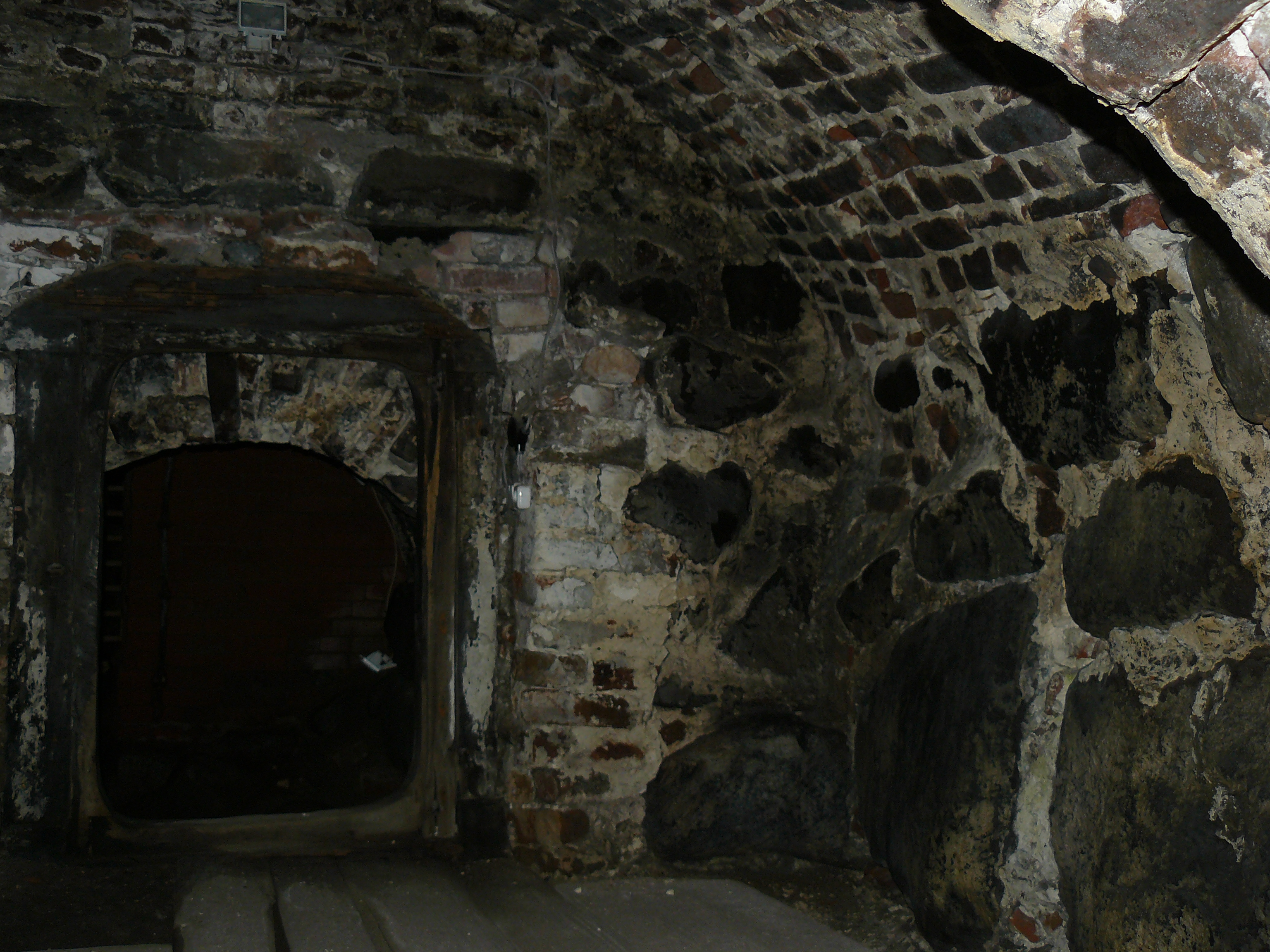
Камера, в которой находился Пётр Калнышевский

Во второй половине XVIII века число заключаемых в монастыри стало сокращаться. По ведомости 1786 года в Соловецкой тюрьме содержались всего 16 заключённых. С последней четверти XVIII века основную часть заточённых уже составляли «преступники по делам Веры»: старообрядцы разных толков (т. н. «лица, приверженные расколу»), скопцы, хлысты, субботники и другие.
В 1776 году, после уничтожения Запорожской Сечи, в Соловецкий монастырь отправлен её последний атаман Пётр Калнышевский. Он провёл около 26 лет в холодной камере размером 1 × 2 м. После помилования императором Александром Пётр Калнышевский в предположительном возрасте 110 лет, будучи практически слепым, не захотел возвращаться на родину и остался в монастыре, где скончался через два года (в 1803 году).
В 1815 году в монастырь был заключён агент наполеоновской разведки Август Турнель. В 1820 году его перевели в Архангельск.
В 1812 году в тюрьму Соловецкого монастыря был помещён «приверженный к расколу» крестьянин Вятской губернии Семён Шубин. Он пробыл в заключении 63 года и, несмотря на увещевания монахов, не изменил своих взглядов. В 1874 году, когда ему было 88 лет, его разбил паралич, и на следующий год он скончался. В 1818 году в тюрьму был помещён скопец Антон Дмитриев, кастрировавший себя и своего помещика. Он пробыл в заточении 60 лет. В 1878 году он был помилован, но попросил власти не выдворять его из монастыря. Вплоть до смерти в 1880 году он жил при монастыре в гостинице для паломников.
В начале 1830 году на основании секретного предписания Александра Бенкендорфа в Соловецкую тюрьму был помещён иеромонах Иероним. Официально его ни в чём не обвиняли, и было объявлено, что он выехал с паломнической миссией в Святую землю, в Иерусалим. Более двух лет он пробыл в соловецкой тюрьме, прозванной «Голгофская каланча». Преследование Иеронима властью было вызвано интригами «масонской партии» при императорском дворе, которая стремилась изолировать архимандрита Фотия, настоятеля Юрьева монастыря. Благодаря заступничеству Фотия в 1832 году Иероним был освобождён из заключения. Но, восхищённый красотой северной природы, он решил поселиться на Соловках, где прожил до своей смерти в 1847 году.
В 1821 году в Соловецкую тюрьму на 15 лет был заключён солдат Иван Кузнецов за пропаганду раскола среди солдат.
В 1830 году за составление «воззвания к народу» был заключён на Соловки крепостной философ Фёдор Подшивалов.
В 1827 году в тюрьму был заключён двоюродный дядя Александра Пушкина отставной подполковник Павел Ганнибал. Освобождён в 1833 году.
В 1831 году в монастырскую тюрьму был отправлен декабрист Александр Горожанский, остававшийся в заключении до смерти в 1846 году.
C 1828 по 1835 год в Соловецкой тюрьме содержались участники тайного общества, студенты Московского университета Николай Попов и Михаил Критский, сочувствовавшие декабристам.
В 1834 году в Соловки "под присмотр военной стражи за создание в Забайкалье еретической секты был сослан расстриженный игумен Свято-Троицкого Селенгинского монастыря Израиль (Фёдоров), умерший в заключении спустя 28 лет.

## Последние узники

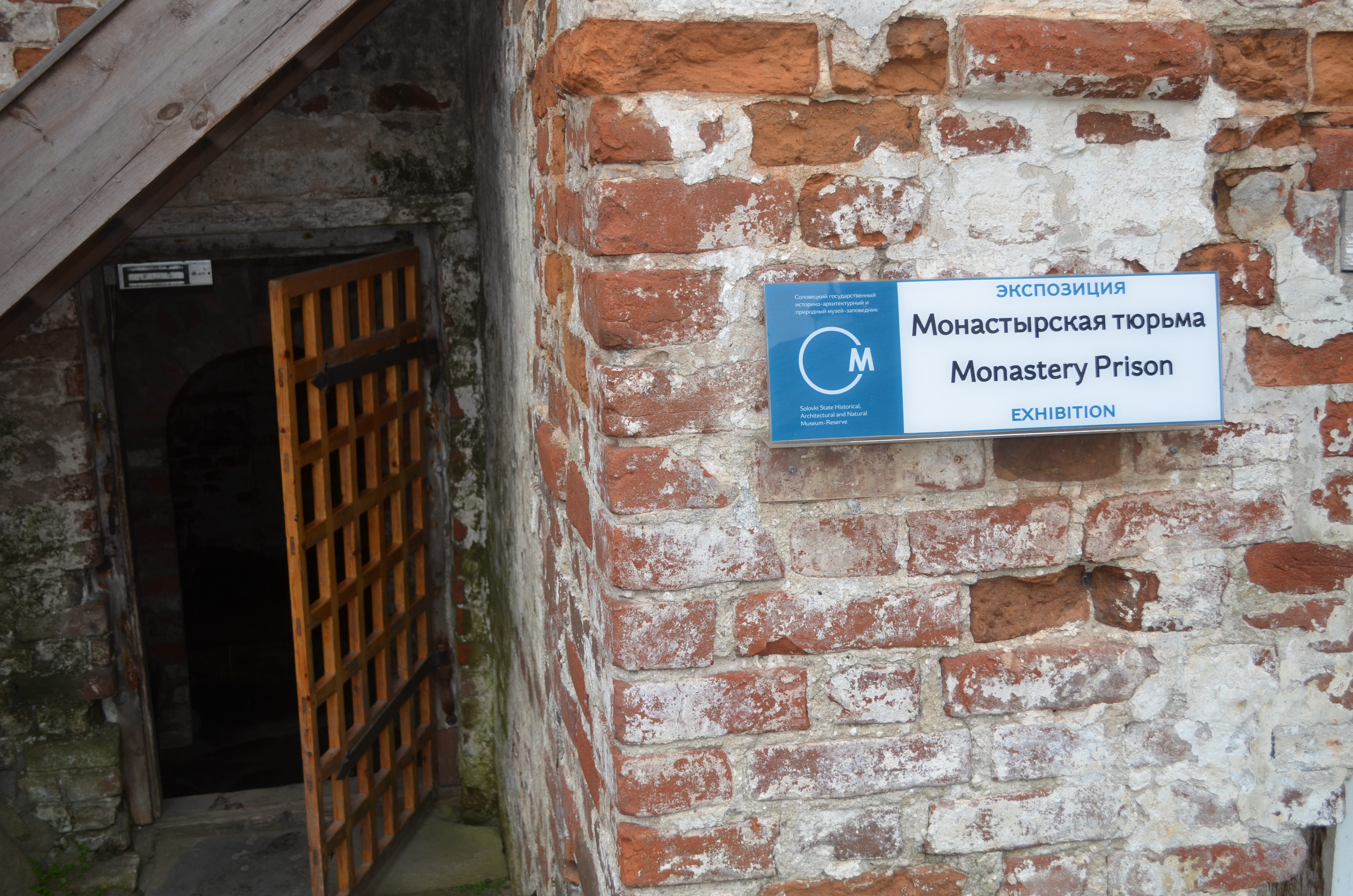
Вход в тюрьму. Современный вид.

Режим в Соловецкой тюрьме был настолько суров, что в 1835 году правительство назначило специальную ревизию этой тюрьмы, так как в обществе много говорили о бесчеловечных условиях содержания в ней узников. Проводивший ревизию жандармский полковник Озерецковский был вынужден признать, что узники Соловецкой тюрьмы несли наказание, значительно превышавшее их вины. В результате ревизии некоторые узники были освобождены, других из монастырской тюрьмы перевели в обычные кельи. Облегчение режима продолжалось, однако недолго. Камеры Соловецкой тюрьмы вскоре вновь заполнились узниками:
- Находившийся в ссылке в Петрозаводске студент Киевского университета Св. Владимира, член Кирилло-Мефодиевского братства Георгий Андрузский, после произведённого в марте 1850 года обыска, во время которого у него были изъяты «наброски конституции республики»[5], был арестован и заключён в тюрьму Соловецкого монастыря, где находился до лета 1854 года. Губернатор Н. Е. Писарев доносил шефу жандармов графу А. Ф. Орлову: «Андрузский, как упорный малоросс, остался при тех же нелепых и преступных мыслях, которые обнаруживал в учреждённой в 1847 году под начальством Вашим комиссии, в которой я имел честь находиться»[6].
- В 1857 г. за «противозаконные по расколу проступки» в тюрьму попал самарский мещанин Лазарь Шепелев. Он вскоре умер. В 1859 г. в Соловецкую тюрьму был заключён под строгий надзор капитан артиллерии Николай Ильин — основатель религиозной секты. Он провёл в монастырских тюрьмах 20 лет.
- В 1869 г. в эту же тюрьму посадили лидера секты прыгунов Максима Рудомёткина. Он пробыл в суровом одиночном заключении 9 лет, после чего был переведён в Суздальскую монастырскую тюрьму, где и скончался.
- В 1867—1881 гг. в тюрьме Соловецкого монастыря содержался Адриан Пушкин, который выдвинул самобытную концепцию объединения мировых церквей.
- В Соловецкой тюрьме содержались рабочие Яков Потапов и Матвей Григорьев, осуждённые на пять лет монастырской тюрьмы «для исправления их нравственности и утверждения в правилах христианского долга» за антиправительственную демонстрацию 6 декабря 1876 г. на Казанской площади в Петербурге. 13 июня 1881 года Потапов пытался бежать из монастырской тюрьмы, но был схвачен, после чего по приговору суда был сослан в Якутию, где находился до 1897 года[7].

Соловецкая тюрьма существовала до 1883 года, когда из неё были выведены последние узники, но караульные солдаты содержались в ней до 1886 года. После официального закрытия тюрьмы Соловецкий монастырь продолжал служить местом ссылки для провинившихся служителей церкви.
С начала XVI века по 1883 год узниками Соловецкого монастыря были около 600 человек.